# 高雄丸 (日本海軍)
高雄丸（たかおまる・たかをまる）は、日本海軍の運送船。
『日本海軍艦船名考』によると艦名は京都の名所になる高尾による。
『聯合艦隊軍艦銘銘伝』によると山岳名(同地にある高尾山)による。
日本海軍の艦船名(高雄)として初代になり、その後4代まで続いた。

## 艦型
2檣ブリック型の鉄製外輪船。
機関はイギリス・グランドサンアルグで製造された。
要目表の値は『記録材料・海軍省報告書第一』の明治7年艦船総数表、『帝国海軍機関史』などに依った。
その他の文献での要目は以下の通り。
- 『近世帝国海軍史要』:排水量1,191英トン[17]
- 『日本海軍艦船名考』:排水量1,191英トン[4]
- 『日本近世造船史 明治時代』:トン数1,422トン、長さ219 ft (66.75 m)、幅32 ft (9.75 m)[10]

## 艦歴
元はイギリス・グラスゴーで
1869年(明治2年)に竣工したイギリスの鉄製汽船シンナンジング
(ジンナンジンク)。

### 1874年
イギリス人ビームスウィトールから
(または横浜のイギリス1番シャーデンマテソン商会から、
ガルジーンマゼソン商社から)
1874年(明治7年)10月17日に明治政府の代理として真木長義が横浜で購入した。
翌18日に高雄丸と改称、
高雄丸は試運転で品海まで回航し、
10月19日に受領、
10月22日に艦位5等と定められた。
10月25日、支那事件により高雄丸は九州回航を命じられ、砲兵4門、海兵4小隊などを乗せ同日品川を出港、
11月2日に長崎着、
11日午前9時に長崎を出港し、14日午前4時に品海に帰着した。
主船寮が調査した所、修理の必要な箇所が複数見つかり
(または石川島造船所で修理を行い)、
11月27日に横須賀に回航された。
横須賀造船所では入渠して船底検査が行われた。

### 1875年 - 1876年
翌1875年(明治8年)5月19日、高雄丸は会計局所轄に定められた。
8月頃に熊本にある陸軍省の兵器類を運送した。
10月28日、日本海軍は日本周辺を東部と西部に分け、高雄丸は東部指揮官所轄となった。

#### 清派遣
11月18日、特命全権公使森有礼の清派遣のために高雄丸が指定され、24日に品川を出港した。
しかし28日に明石瀬戸で右舷外輪が破損、高雄丸は曳航されて神戸港に引き返した。
神戸で修理後は直ちに横須賀へ引き返し、
結局清へは派遣されたかった。

#### 江華島事件
高雄丸は1875年に起きた江華島事件に関連して朝鮮へ派遣された。
12月15日、黒田清隆辨理大臣が玄武丸に乗組み朝鮮へ出張するため、日進、孟春、高雄丸が釜山までの護衛を命令された。
高雄丸は砲兵1小隊、歩兵1中隊が同乗し翌1876年(明治9年)1月6日品川を出港、
3月6日に品川に帰着した。
なお『恩給叙勲年加算調査』では3月21日品海着となっている。

#### 奥羽巡幸護衛
高雄丸は5月25日に横浜を出港し、春日、清輝、高雄丸の3隻は奥羽巡幸の護衛として6月6日に青森を出港した。
高雄丸は6月27日に再び横浜港を出港し、行幸帰路(明治天皇は7月18日に函館で明治丸に乗船し7月20日横浜着)の供奉艦として青森港を出港、7月21日に横浜港に帰着した。
高雄丸は函館港から品川への航海中に外輪の軸受けが異常に発熱し、海水で常に冷やして航海していた。
軸受けにヒビが入っていて、
8月末の検査では修理に一カ月程度掛かると見積もられた。
スリーブバルブから異音も発しており、こちらの修理に6カ月かかると見積もられたが、
10月に軸受けのみの修理と決定した。

### 1877年

#### 大和行幸御召艦
1877年(明治10年)1月の大和行幸の際は、明治天皇が横浜から神戸まで高雄丸に乗艦すると、1876年12月5日に太政大臣から通達があった。
1877年(明治10年)1月24日午前10時20分、明治天皇は高雄丸に乗艦、10時50分に高雄丸は横浜港を出港した。
1月25日午前7時30分頃から天候が悪くなり、高雄丸と随伴の各艦は鳥羽に向かった。
1月27日午前9時45分に明治天皇を乗せた高雄丸は鳥羽を出港、1月28日午前9時に神戸港に着、明治天皇は午前9時50分に上陸した。

#### 西南戦争
ここで西南戦争により
川村純義が鹿児島へ派遣されることになり、高雄丸は彼を乗せて2月7日に神戸港を出港した。
なお『恩給叙勲年加算調査』では2月24日神戸出港となっている。
7月7日からは長崎で機関の修理が行われた。
8月13日に修理は完成したが、同月31日に機関の螺旋が破損、第二丁卯に曳航され細島に回航、
高雄丸は9月22日、長崎に到着した。

#### 朝鮮派遣
9月20日、高雄丸に花房代理公使を乗せ朝鮮に回航することが決定し、
10月3日午後1時、高雄丸は長崎港を出港、朝鮮に向かった。
10月4日午後2時20分、高雄丸は釜山浦港湾冬柏島内に着港し花房代理公使らは釜山浦に上陸した。
釜山では船内でコレラが発生し3人死亡、4人発症、コレラの疑いの有る者が4人となり、
10月8日午後2時15分(または2時31分)に高雄丸は1隻で長崎港に寄港した。
長崎では患者を入院させ、乗員の検査と船内の消毒を行った。
10月29日午前10時10分(または午前10時)に高雄丸は長崎を出港し、再び朝鮮へ向かった。
翌1878年(明治11年)1月6日、高雄丸は朝鮮から肥前田ノ浦に帰着した。
1月11日午前10時30分神戸着
1月18日午前10時に神戸を出港したが、
同日機関が故障し一時停泊、
1月20日午後4時30分(または午後4時25分)、高雄丸は横浜港に帰港した

### 1878年
前年(1877年)11月に水路局から専用の測量船が必要との上申が有り、
1878年(明治11年)1月に高雄丸が候補に上がった。
同年2月6日、高雄丸は測量船とされ、
東海鎮守府から水路局に所轄を変更、
2月16日に水路局へ引き渡された。
なお高雄丸附属の御召船舟は浅間へ引き渡された。

#### 大修理
測量任務の都合上、高雄丸を至急修理したいと3月1日に水路局から申し出があり、
3月4日に横須賀造船所へ至急修理の達が出され、
高雄丸は3月8日に横須賀ヘ回航した。
当初は測量航海に必要な修理のみの予定だったが、修理箇所が多く、この際は大修理が必要と見込まれ、
期間は4月からの約8カ月間が必要とされた。
3月27日、高雄丸は修復船とされ、
横須賀造船所所轄となり、
3月29日横須賀造船所に引き渡された。
同年11月に来年の測量の関係上修理工事が急がれた。
11月30日に杉少佐から高雄丸船長青木少佐に引き継ぎされた。

### 1879年
1879年(明治12年)2月25日に高雄丸は機械の試運転で横浜沖まで行動した。
3月7日に高雄丸は修理が完成し、測量船として水路局へ所轄変更、
3月13日に引き渡された。
しかし3月18日に東海鎮守府所轄の運送船に改められ、
3月25日に東海鎮守府へ引き渡された

#### 朝鮮派遣
朝鮮国の開港する港の選定のために高雄丸と
鳳翔が派遣されることになった。
3月27日に横須賀から横浜に回航、3月31日午後3時15分に横浜港を出港した。
高雄丸には水路局員4名などが乗船し、
花房義質代理公使も朝鮮へ派遣された。
なお『恩給叙勲年加算調査』では3月31日兵庫発となっている。
兵庫に4月2日着、4月13日に出港したが、播磨灘で機関が故障し翌日神戸に引き返した。
4月19日午後0時16分に改めて兵庫を出港し、4月21日から翌日は門司浦で停泊、4月23日午前6時40分に釜山浦に到着した。
以後6月まで、所安島、庇仁、豊島、牙山の朝鮮各地を巡った。
6月27日に鳳翔と共に仁川湾を出帆し長崎に向かったが、濃霧のために度々航泊を余儀なくされた。
7月2日に霧が晴れて航海可能となり、
7月3日午後4時9分(または午後5時9分)に長崎に寄港した。
長崎では石炭や消耗品の補充を行った他、
高雄丸は同地でボイラーの修理を行った。
8月6日午後1時に高雄丸は長崎港を出港、再び釜山、牙山、仁川を巡ったが、
船内に脚気の病人が多数出て、
9月8日午前7時27分(または午前7時30分)仁川を出帆、
9月10日午後8時10分に長崎港に帰着した。
9月27日午後0時(または午前11時)に長崎を再び出港、釜山浦、元山津を巡り10月16日釜山浦を出帆、10月17日下関着、翌18日午後11時30分に兵庫に帰着した。
なお『恩給叙勲年加算調査』では10月17日に兵庫着としている。
高雄丸は11月2日午前7時45分神戸出港、11月4日午前5時5分(または午前6時5分)に横浜港に帰港した。
11月13日に横浜から品川に回航した。
12月8日、高雄丸は水路局所轄の運送船と定められ、
12月15日に水路局へ引き渡された。
高雄丸は12月28日に横須賀に回航し、
翌29日午前に入湾し
横須賀造船所で修理に着手、翌1880年(明治13年)1月9日に修理が完成、
同日品川に回航した。

### 1880年

#### 函館航海
1879年12月に函館で大火があり、12月24日に開拓使から高雄丸の借り入れが要請されていた。
高雄丸は1880年(明治13年)1月14日午前8時30分に品川を出港、
開拓使員なども乗船した。
高雄丸は金華山、鍬ケ崎(現宮古市鍬ヶ崎)を経て1月21日午後2時35分に函館港に入港した。
その後は小樽港へ回航し救援物資の米を同地で陸揚げする予定だったが、
連日の大雪で安全な航海は出来がたく、
米は函館に陸揚げされた。
高雄丸は2月14日午前8時50分函館発、釜石港を経て2月19日午前11時30分に品川に帰着した。

#### 売却
同年1月12日に長崎の豪商大浦慶と筑前国甘木の商人佐野弥平の連名で高雄丸の払い下げ願いが出された。
大浦は幕末から戦後にかけて茶葉の輸出などで巨財を成した女傑であり、詐欺に遭い一旦は没落したが、借財を返済しこの頃は既に建て直していた。佐野は筑前1、2の富豪で、
三菱会社に対抗して海運業の強化を考えていた。
2月26日、高雄丸は水路局所轄から除かれ、
同日、主船局には代価算定をエルガー氏に依頼することや主船局が売却の事務手続きを行うこと、引渡可能な時期を調査し報告するよう令達された。
価格は一括の場合で50,000円、分割の場合は即納30,000円、24カ月以内に残り30,000円の計60,000円と決定した。
佐野弥平は一度に50,000円の用意はすぐ出来ないため相談の上、
3月18日に30,000円を上納、3月24日に残金20,000円を上納する形になり、高雄丸は3月25日に引き渡された。
高雄丸の残務(事務)は4月13日に終了、
4月16日に太政大臣宛に高雄丸の払い下げが届出された。

### その後
高雄丸は定繋港を東京に定められた。
機関の運転に不慣れなため、小栗道孝海軍中機関士(非役中)が4月21日から6ケ月ほど乗り組み、指導することになった。
高雄丸は4月21日品海を出港、九州に向かった。
機関運転に慣れたために小栗中機関士は途中解約、7月23日に帰京報告が出された。
また朝鮮元山津に日本海軍の石炭囲場を建設されることになり、
兵庫からの石炭運送に高雄丸が使用された。
高雄丸は石炭530,625斤(約314英トン)を搭載して8月28日に元山港に到着した。

## 船長
日本海軍
※『日本海軍史』第9巻・第10巻の「将官履歴」に基づく。
- 滝山正門 大尉:1874年10月18日[20] - 1874年11月3日[112]
- 今井兼輔 少佐:1874年11月3日[112] - 1875年6月5日[113]
- (船長心得)岡部政貫 大尉: 1875年6月5日[113] -
- 井上良馨 少佐：1875年12月15日[32] - 1876年3月22日[33]
- 有地品之允 中佐：1876年3月27日[33] - 1876年5月11日[114]
- 杉盛道 少佐：1876年5月17日[114] - 1876年11月29日[115]
- 伊東祐亨 中佐：1876年11月29日[115] - 1877年2月19日[45]
- 杉盛道 少佐：1877年2月19日[45] - 1878年11月25日
- 青木住真 少佐[116]:1878年11月30日引き継ぎ[71] -

民間船
- 片山常雄:1878年8月時[117]